# Parapholiinae
Parapholiinae es una subtribu de hierbas de la familia Poaceae. El género tipo es: Parapholis C. E. Hubb. Tiene los siguientes géneros.

## Géneros
- Agropyropsis (Batt. & Trab.) A. Camus
- Brizopyrum Link = Desmazeria Dumort.
- Catapodium Link
- Cutandia Willk.
- Demazeria Dumort., orth. var. = Desmazeria Dumort.
- Desmazeria Dumort.
- Hainardia Greuter
- Lepidurus Janch., = Parapholis C. E. Hubb.
- Parapholis C. E. Hubb.
- Pholiurus Trin.
- Scleropoa Griseb. =~ Catapodium Link
- Sphenopus Trin.
- Synaphe Dulac = Catapodium Link